# Manuel Castro Ruiz

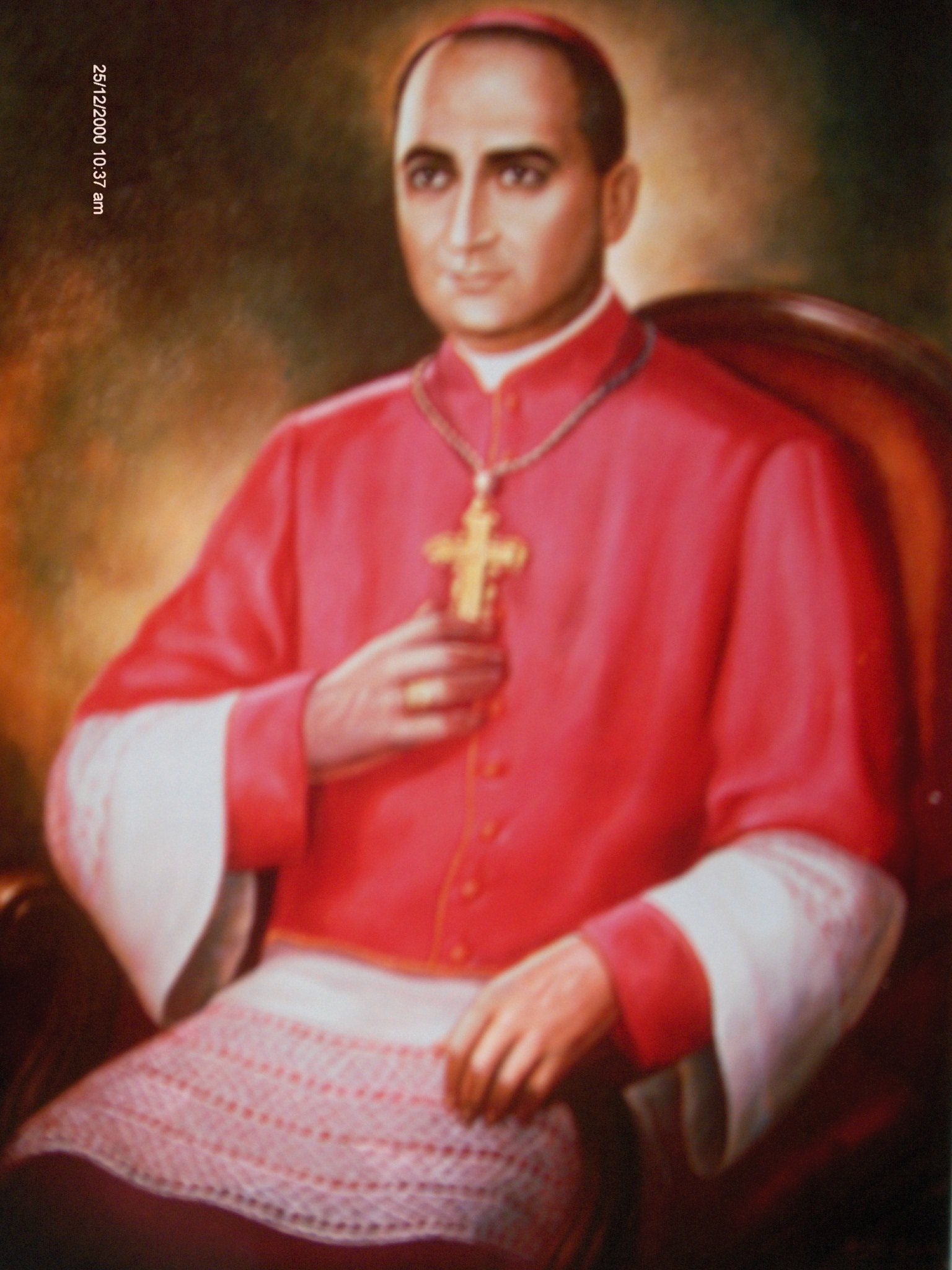
Manuel Castro Ruiz

Manuel Castro Ruiz (Morelia, 9 november 1918 – Mérida, 18 november 2008) was een rooms-katholieke aartsbisschop van Yucatán.
Manuel Castro Ruiz studeerde aan het seminarie van Morelia en aan de palafoxiana van Puebla. In 1943 werd hij tot priester gewijd. In 1965 werd hij door paus Paulus VI benoemd tot titulair bisschop van Cincari en tot hulpbisschop van het aartsbisdom Yucatán. In 1969 werd hij benoemd tot aartsbisschop van het aartsbisdom Yucatán. In 1995 diende hij zijn ontslag in bij paus Johannes Paulus II. 
Hij stierf in 2008 op 90-jarige leeftijd aan de gevolgen van hart- en bloedsomloopcomplicaties.